# Gymnosiphon niveus
Gymnosiphon niveus là một loài thực vật có hoa trong họ Burmanniaceae. Loài này được (Griseb.) Urb. mô tả khoa học đầu tiên năm 1903.